# نانامی ایریه
نانامی ایریه (به ژاپنی: 入江 ななみ؛ زادهٔ ۸ ژانویهٔ ۱۹۹۵) یک کشتی‌گیر آزادکار اهل ژاپن است.
از افتخارات وی می‌توان به کسب مدال نقره مسابقات قهرمانی کشتی جهان ۲۰۱۹ اشاره کرد.